# Corso (nome)
Corso  è un nome proprio di persona italiano maschile.

## Varianti
- Maschili
  - Alterati: Corsino[1][2][3][4]
- Femminili: Corsa[4]
  - Alterati: Corsina[2][3][4]

## Origine e diffusione
Nome ben diffuso nell'Italia medievale, nasce come ipocoristico di Accorso o di Buonaccorso. Oggi rarissimo, è ricordato per essere stato portato da Corso Donati, citato da Dante nel ventiquattresimo canto del purgatorio. 
Le forme alterate Corsino e Corsina potrebbero derivare anche dai cognomi Corsi e Corsini.

## Onomastico
Il nome è adespota, ossia privo di santo patrono; l'onomastico si può eventualmente festeggiare il 1º novembre, in occasione di Ognissanti, oppure il 16 gennaio in memoria di sant'Accursio, frate francescano e martire in Marocco.

## Persone
- Corso Donati, politico e condottiero italiano
- Corso Salani, regista, sceneggiatore e attore italiano